# Asait

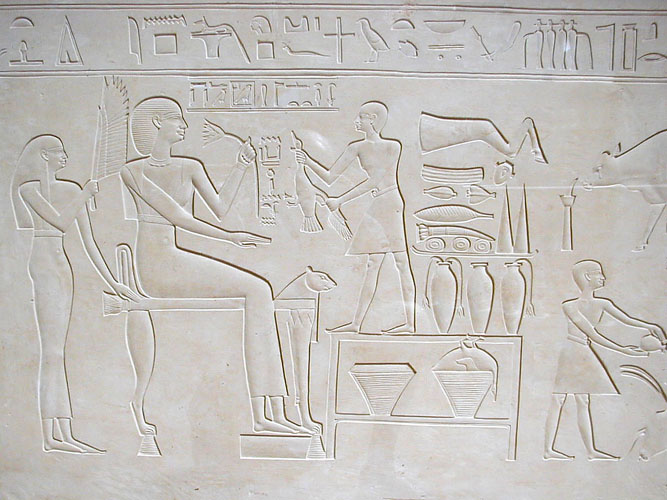
Asait ábrázolása szarkofágján

Asait ókori egyiptomi királyné volt a XI. dinasztia idején, II. Montuhotep fáraó egyik alacsonyabb rangú felesége. Sírját (DBXI.17) és díszített kis kápolnáját II. Montuhotep Dejr el-Bahari-ban lévő halotti templomában találták meg, a központi építmény mögött, a nyugati kerengők alatt, öt hasonlóan eltemetett másik másik hölgyével – Henhenet, Kawit, Kemszit, Szadeh és Majet – együtt. Közülük Asait volt a legidősebb, körülbelül 22 évesen hunyt el, a fáraó uralkodásának második harmadában. Vele együtt négyen viseltek királynéi címet a hat nő közül, és legtöbbjük Hathor papnője volt, ezért felmerült, hogy a király az istennő kultuszának hódolva temette őket saját halotti templomába, de az is lehet, hogy nemesek lányai voltak, akiket a király az ellenőrzése alatt kívánt tartani.
Kőszarkofágja a kor egyik legismertebb műalkotása, benne fakoporsóban feküdt a királyné. A sírban Asait egy faszobrát is megtalálták. Múmiája, szarkofágja és koporsója ma a kairói Egyiptomi Múzeumban található.
Címei: A király szeretett felesége (ḥmt-nỉswt mrỉỉ.t=f), Egyetlen királyi ékszer (ẖkr.t-nỉswt wˁtỉ.t), Hathor papnője (ḥm.t-nṯr ḥwt-ḥrw), A lelkeiben nagy, helyein legelső Hathor papnője (ḥm.t-nṯr ḥwt-ḥrw wr.t m [k3.w]=s ḫntỉ.t m swt=s), A lelkeiben nagy, helyein legelső Hathornak, Dendera úrnőjének papnője (ḥm.t-nṯr ḥwt-ḥrw nb.t ỉwn.t wr.t k3.w=s ḫntỉ.t m swt=s).